# Goran Tufegdžić
Goran Tufegdžić (in serbo Горан Туфегџић?; Požarevac, 25 novembre 1971) è un allenatore di calcio ed ex calciatore serbo di ruolo difensore, tecnico del Ajman.

## Carriera

### Giocatore

#### Club
Ha giocato dal 1987 al 1989 nella squadra della propria città natale, il Mladi Radnik.

#### Nazionale
Nel 1989 è stato convocato dalla Nazionale Under-23 jugoslava.

### Allenatore
Comincia la propria carriera allenando la squadra della propria città natale, il Mladi Radnik. Nel 2000 viene ingaggiato dallo Zvezdara. Nel 2002 diventa vice-allenatore dell'Al-Qadisiya, squadra del Kuwait. Nel 2003 torna ad allenare in patria, firmando un contratto con il Mladi Radnik. Nel 2005 viene chiamato ad allenare l'Al-Qadisiya, di cui era stato vice-allenatore fra il 2002 e il 2003. Il 23 novembre 2008 viene nominato vice.allenatore della Nazionale kuwaitiana. Il 1º febbraio 2009 viene nominato commissario tecnico della Nazionale kuwaitiana, in sostituzione di Mohammed Ibrahem. Mantiene l'incarico fino al 9 agosto 2013. Ha guidato la Nazionale kuwaitiana alla Coppa d'Asia 2011. Il 26 ottobre 2013 viene ufficialmente ingaggiato dall'Al-Ettifaq, squadra dell'Arabia Saudita. Rimane in carica fino al 13 febbraio 2014. Il 23 febbraio 2015 firma un contratto con l'Al-Wakrah, squadra del Qatar. Il 14 dicembre 2016 diventa allenatore dell'Ittihad Kalba, squadra della massima serie emiratina.

## Palmarès

### Club
- UAE Division 1: 1

Baniyas: 2017-2018
- UAE League Cup: 1

Al-Wahda: 2023-2024

### Nazionale
- Coppa delle Nazioni del Golfo: 1

Kuwait: 2010